# 동춘동
동춘동(東春洞)은 대한민국 인천광역시 연수구에 있는 법정동이다. 동춘동이란 이곳이 문학산 남쪽에 위치하여 따뜻하며 해안의 공기가 좋아 건강에 좋은 곳이란 뜻에서 생긴 동명이다. 참고로, 한자어로 동쪽 마을을 뜻하는 동촌에서 유래했다는 설도 있다. 행정동 동춘1동, 동춘2동, 동춘3동이 법정동 일원을 관할한다.

## 개요
본래 인천부 먼우금면 소속 6개 마을로 구성되어 있었으며 1914년 6개 마을을 합쳐 부천군 문학면 동춘리로 되었고 1940년 다시 인천부로 편입되어 동춘정으로 되었으며 1946년 동춘동으로 개칭하였다. 1995년 3월 1일 남구에서 연수구가 분리됐을 때 연수구에 편입되었다. 연수구청이 이곳에 있다.

## 아파트
| 단지명                   | 건설사                                          | 시행사                                          | 주소                      | 입주        | 비고              |
| ------------------------ | ----------------------------------------------- | ----------------------------------------------- | ------------------------- | ----------- | ----------------- |
| 연수 서해그랑블 1단지    | 서해종합건설㈜                                  | 서해종합건설㈜                                  | 연수구 봉재산로 20        | 2017년 12월 |                   |
| 연수 서해그랑블 포레스트 | 서해종합건설㈜                                  | 서해종합건설㈜                                  | 연수구 능허대로446번길 12 | 2019년 4월  |                   |
| 연수 서해그랑블 3단지    | 서해종합건설㈜                                  | 서해종합건설㈜                                  | 연수구 봉재산로 76        | 2019년 9월  |                   |
| 연수 서해그랑블 5단지    | 서해종합건설㈜                                  | 서해종합건설㈜                                  | 연수구 봉재산로 148       | 2019년 7월  |                   |
| 연수 서해그랑블 에듀파크 | 서해종합건설㈜                                  | 서해종합건설㈜                                  | 연수구 봉재산로 10        | 2024년 3월  |                   |
| 송도 동일하이빌 파크레인 | ㈜동일토건                                      | ㈜동일토건                                      | 연수구 능허대로 343       | 2019년 3월  |                   |
| 송도 동일하이빌 파크포레 | ㈜동일토건                                      | 동일하이빌1지역주택조합                         | 연수구 앵고개로104번길 5  | 2019년 3월  |                   |
| 송도 파크자이            | ㈜지에스건설                                    | 엘케이이엔시㈜                                  | 연수구 앵고개로104번길 22 | 2019년 5월  |                   |
| 동춘 무지개마을          | 동남주택산업㈜ 영남건설㈜ 동보건설㈜ 태화건설㈜ | 동남주택산업㈜ 영남건설㈜ 동보건설㈜ 태화건설㈜ | 연수구 원인재로 14        | 1995년 8월  |                   |
| 해송마을 동남            | 동남주택산업㈜                                  | 동남주택산업㈜                                  | 연수구 먼우금로 19        | 1994년 12월 |                   |
| 동춘마을                 | 한보철강공업㈜                                  | 인천광역시 종합건설본부                         | 연수구 먼우금로 123       | 1994년 7월  |                   |
| 연수하나 2차             | 한국공영㈜                                      | 한국공영㈜                                      | 연수구 앵고개로205번길 41 | 1994년 9월  | 1차는 청학동 소재 |

## 교육
- 동막초등학교
- 인천동춘초등학교
- 인천박문초등학교
- 인천새봄초등학교
- 인천서면초등학교
- 인천연성초등학교
- 인천청량초등학교
- 연성중학교
- 인천여자중학교
- 청량중학교
- 인천대건고등학교
- 연수여자고등학교
- 인천뷰티예술고등학교

## 편의 시설
- 라마다 송도호텔

## 사진

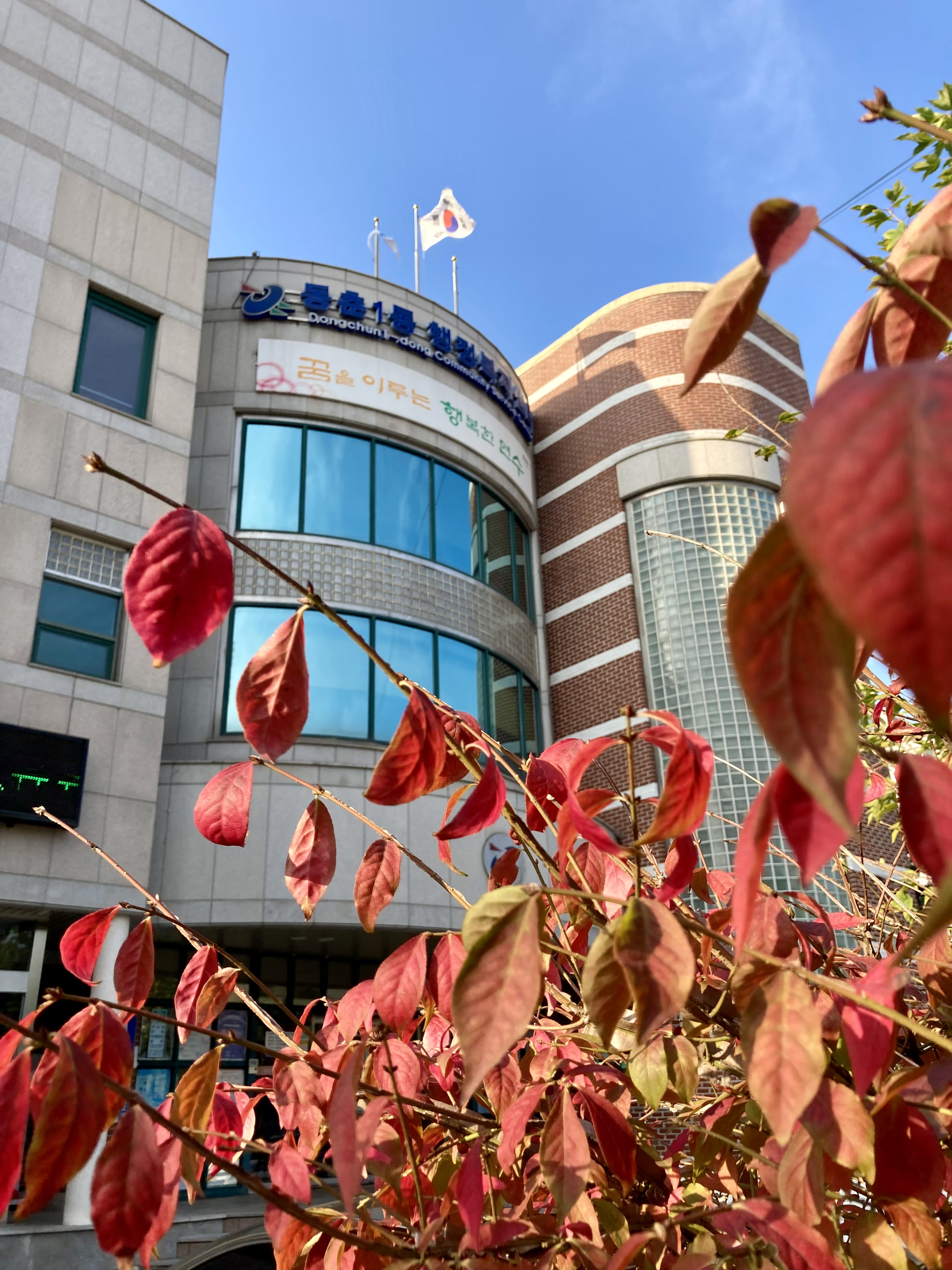
동춘1동 가을전경
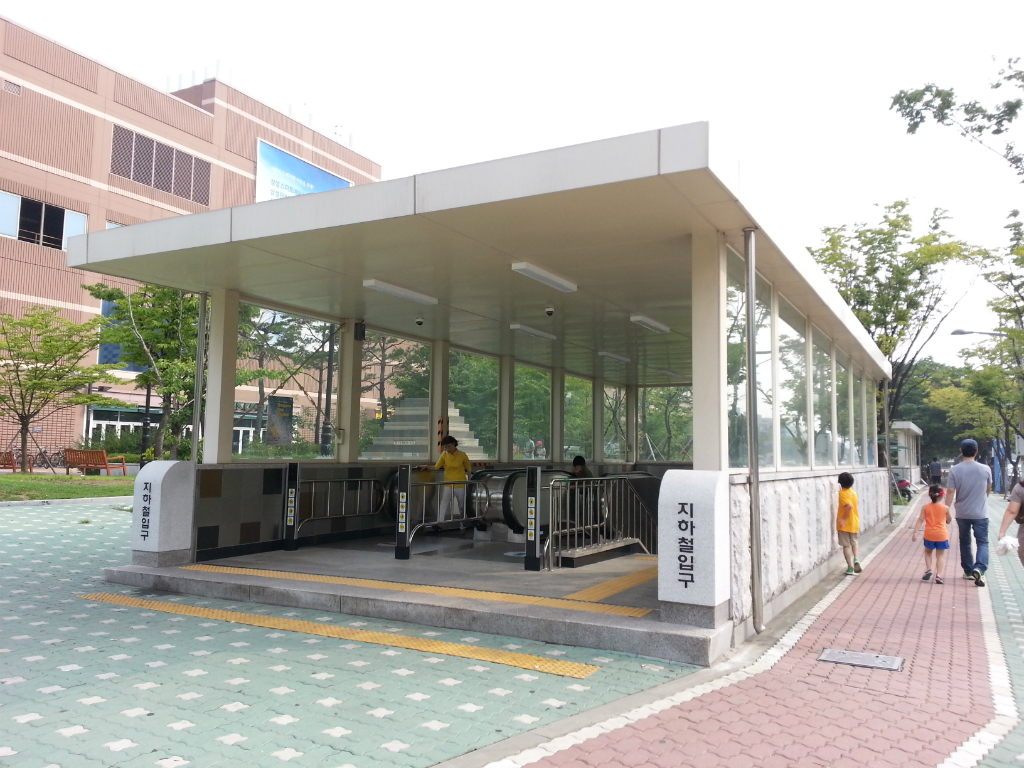
동춘역 1번 출구
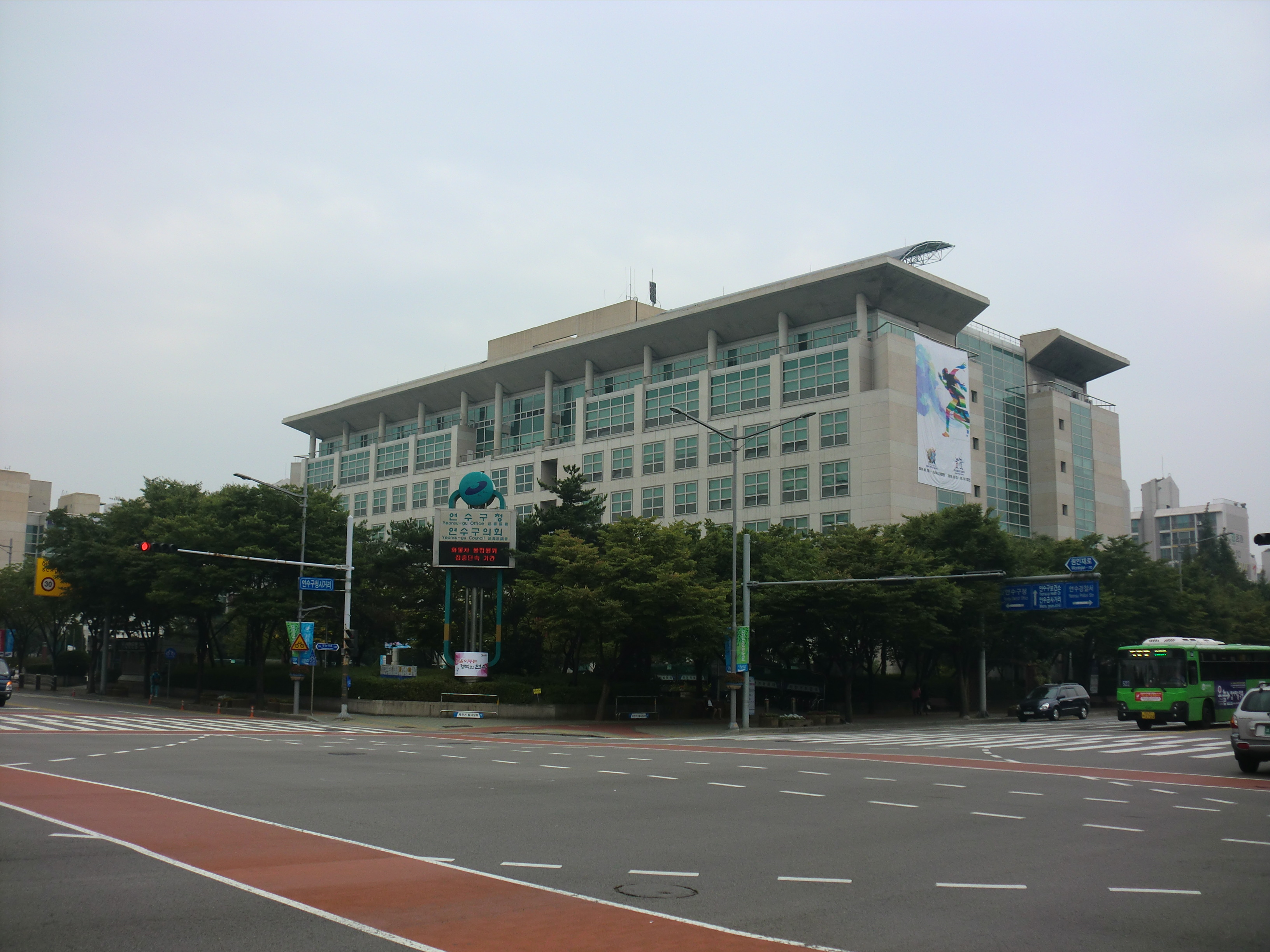
연수구청 청사 전경
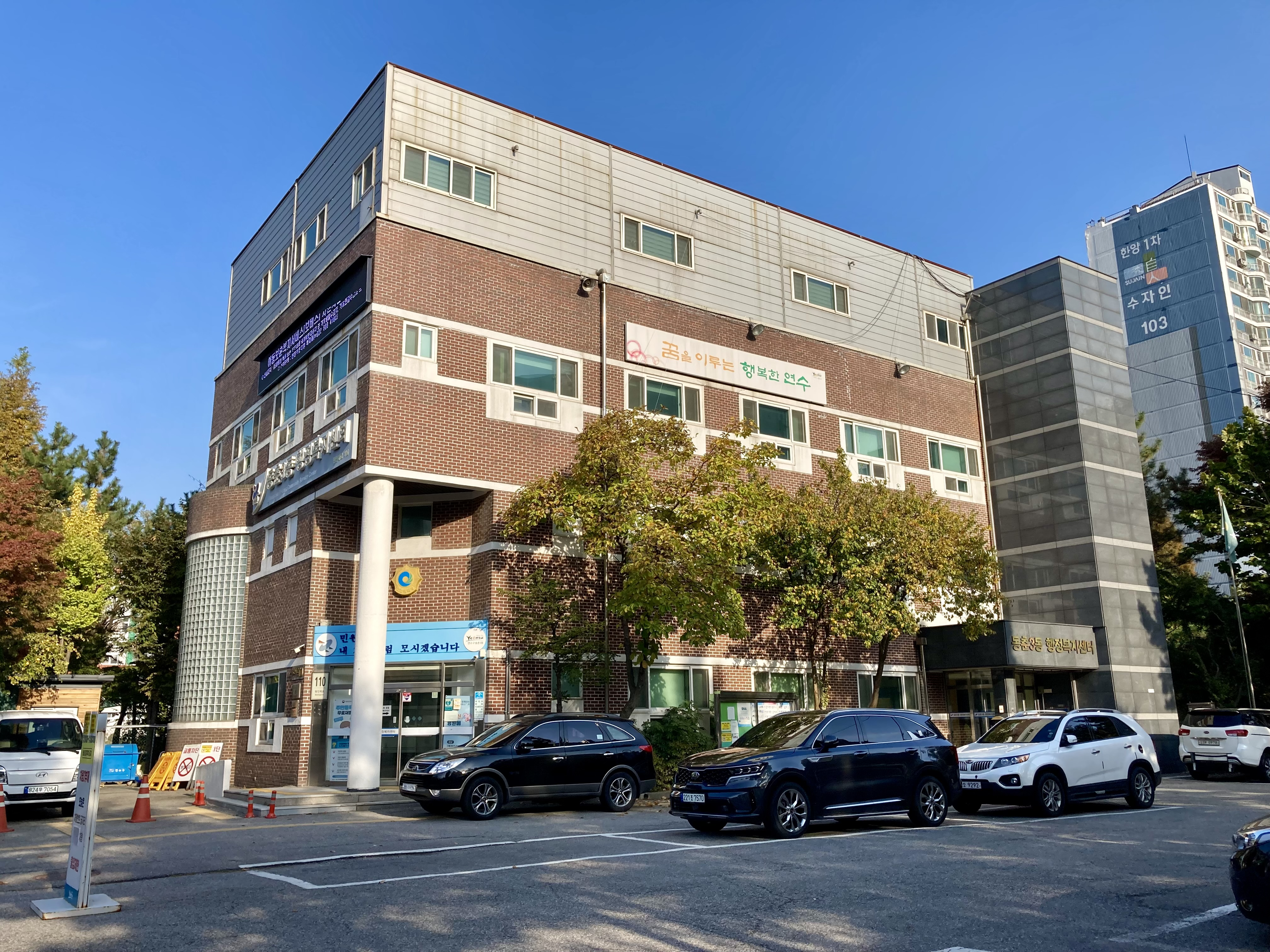
동춘3동 행정복지센터 전경
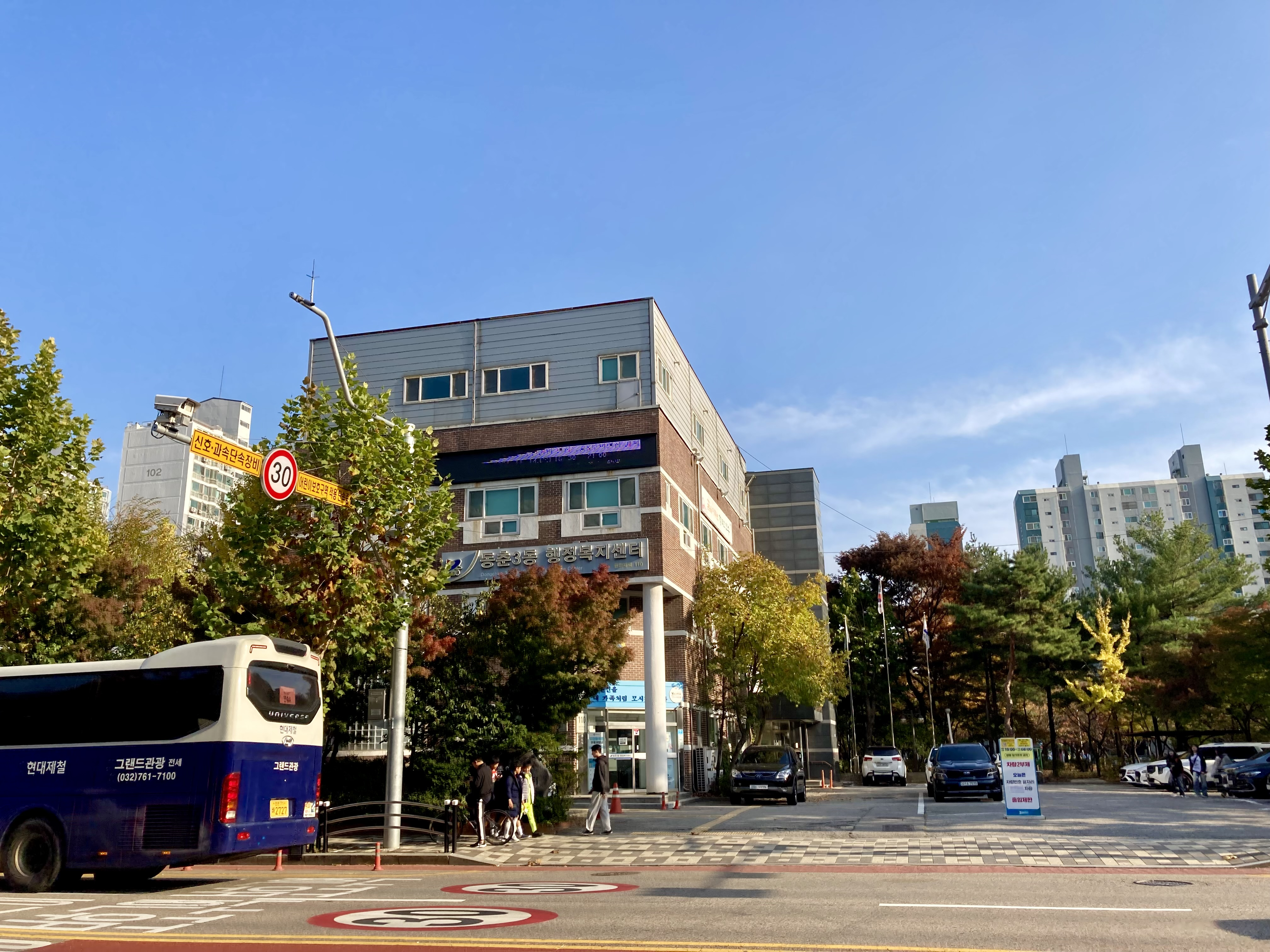
동춘3동 가을
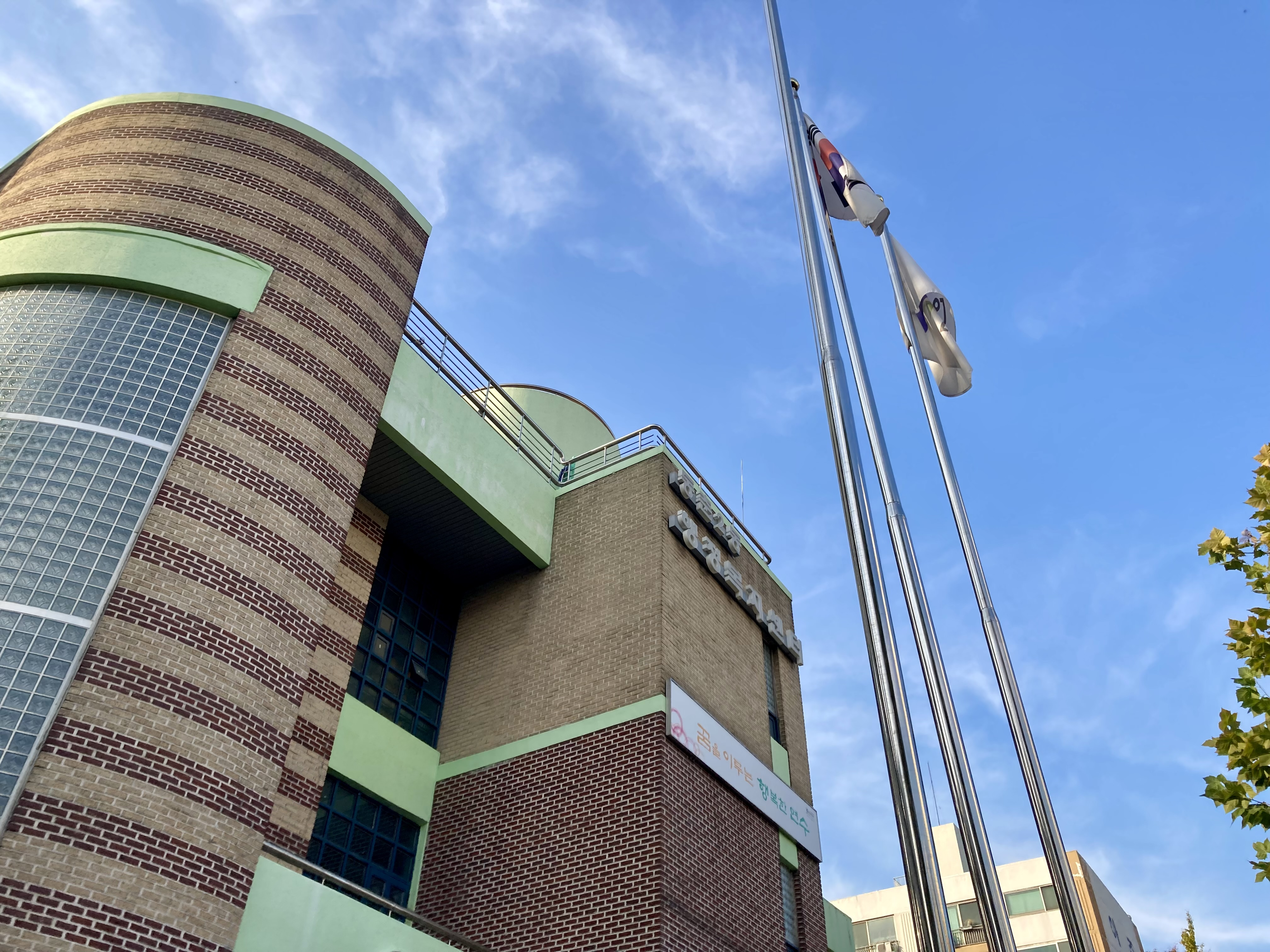
동춘2동 국기계양대
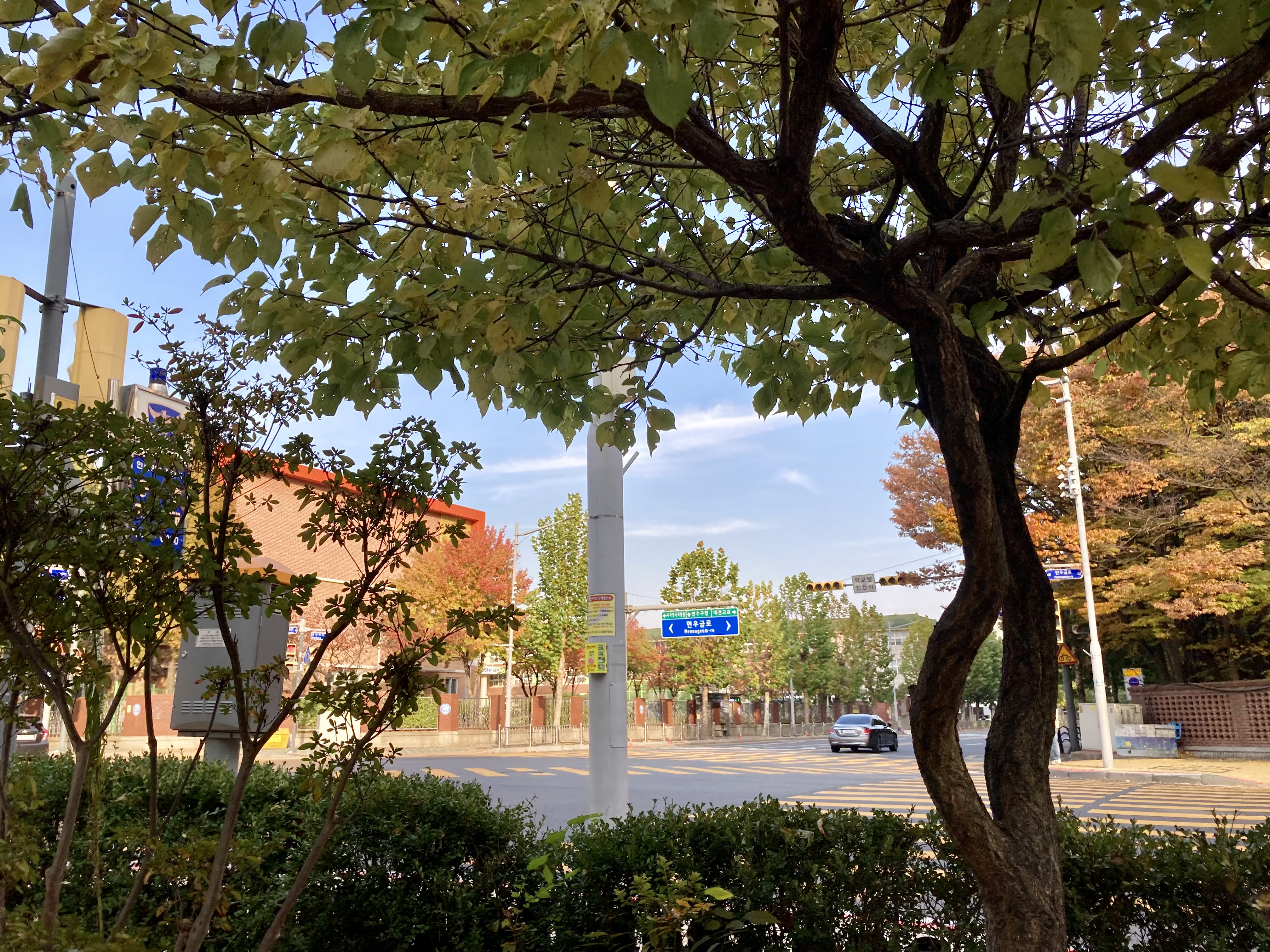
먼우금로 가을풍경
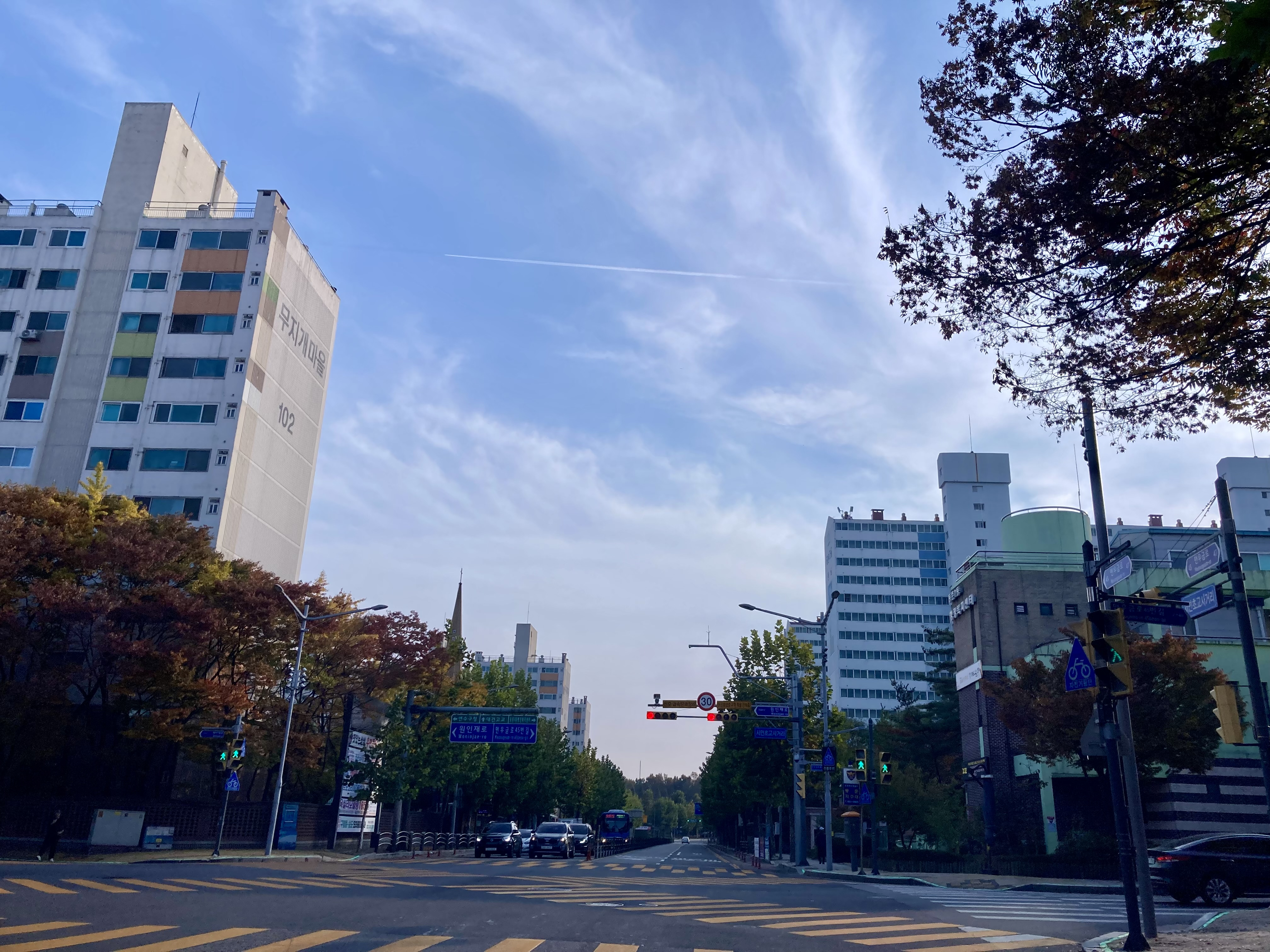
서면초교사거리 풍경
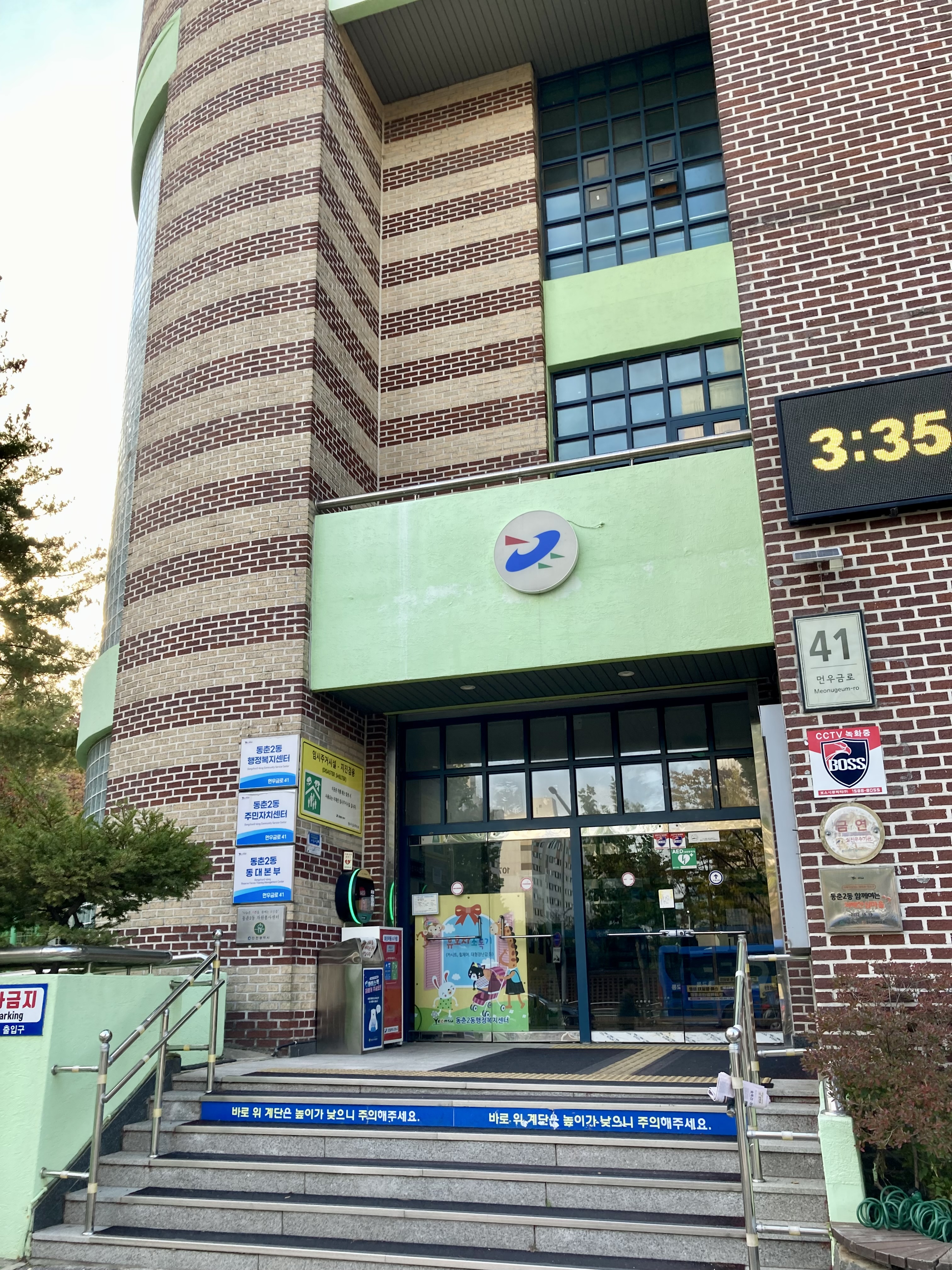
동춘2동 행정복지센터 입구
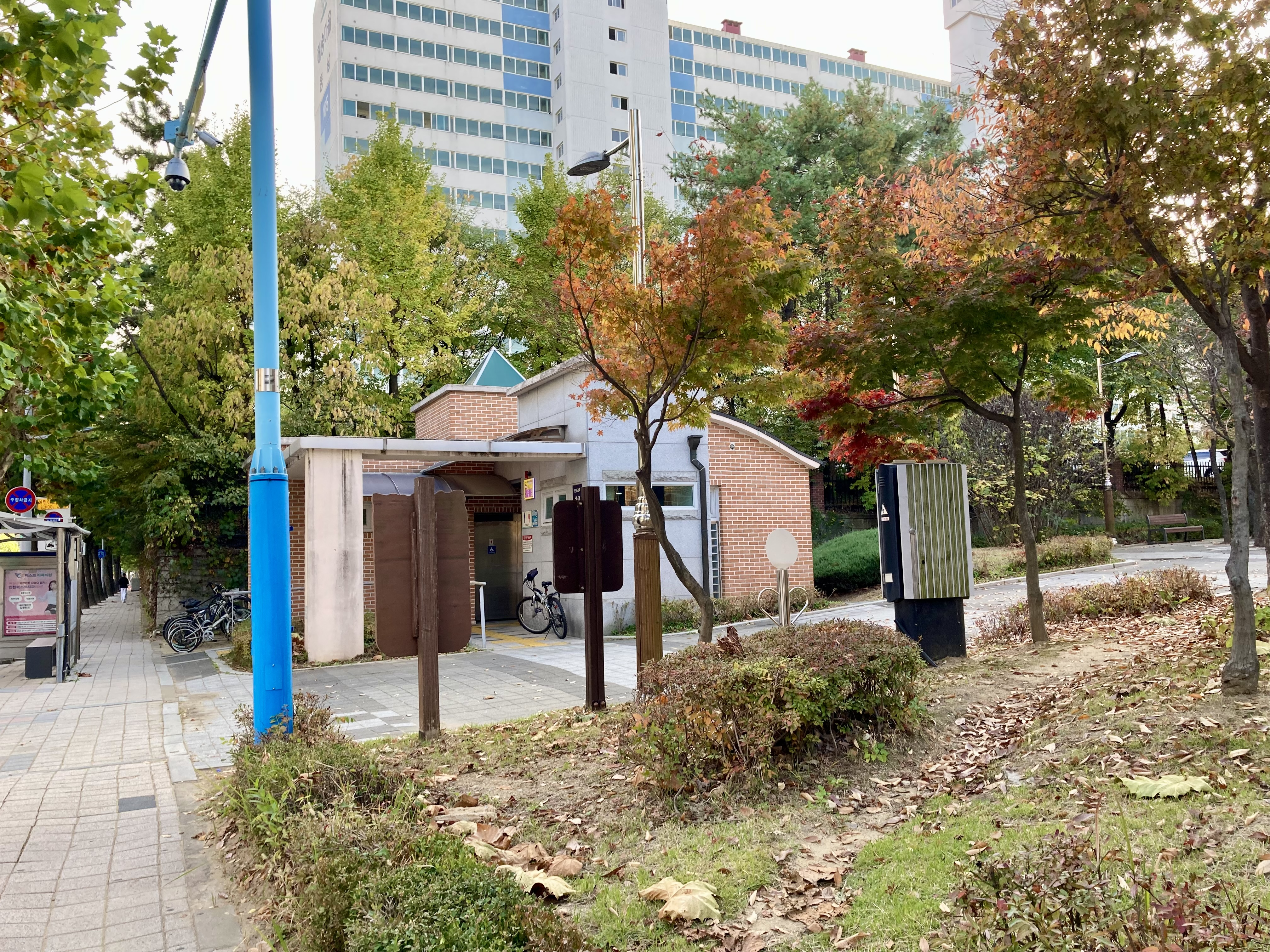
동춘2동 행정복지센터 옆 공원 화장실
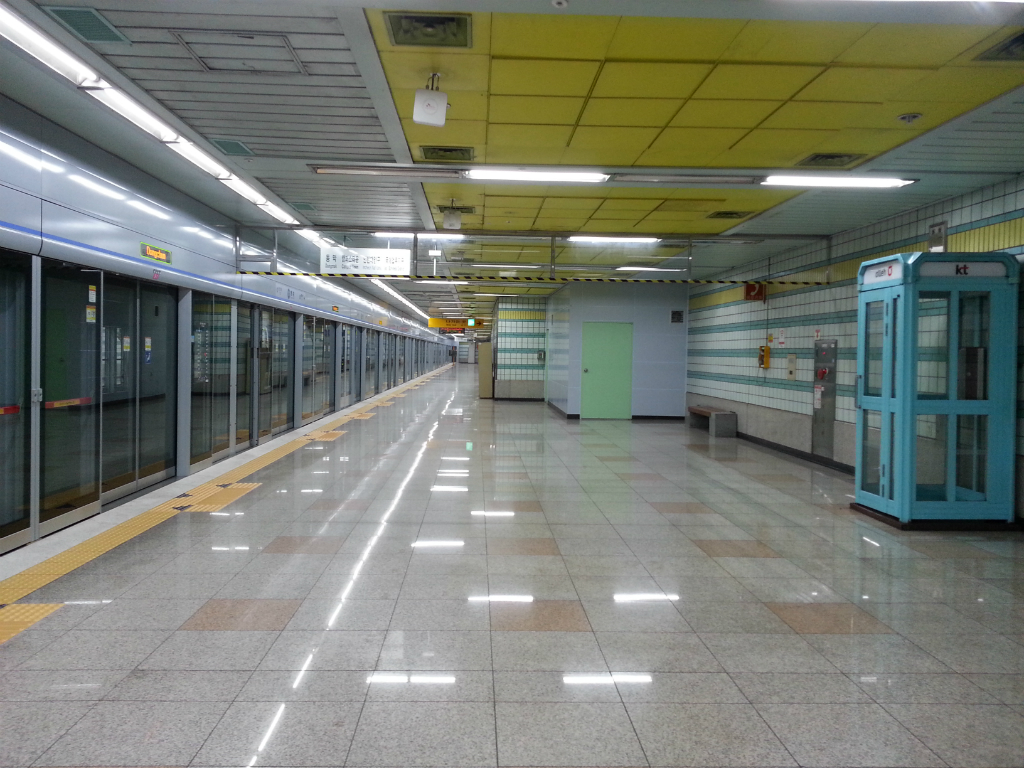
동춘역 전경
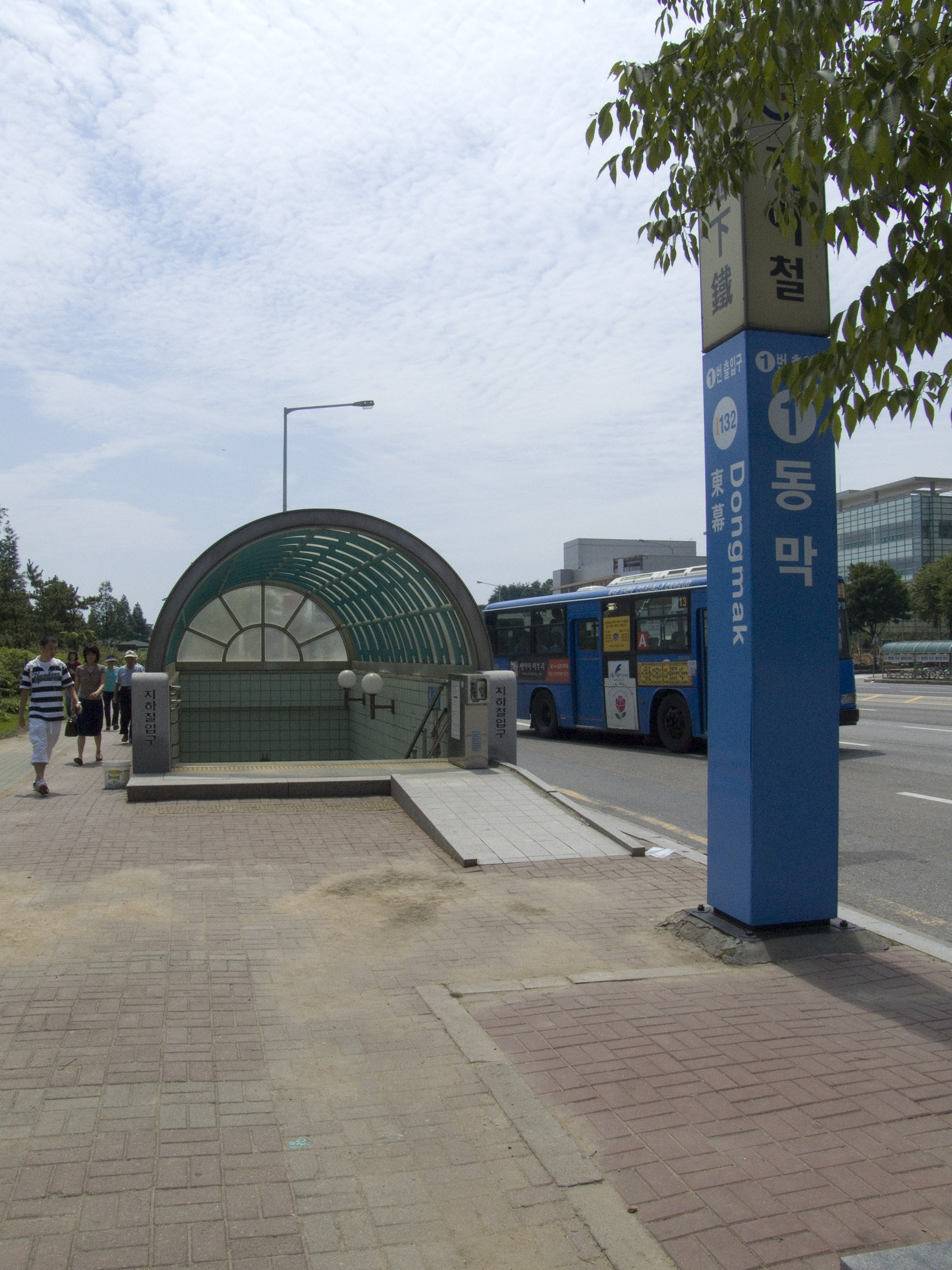
동막역 1번 출구
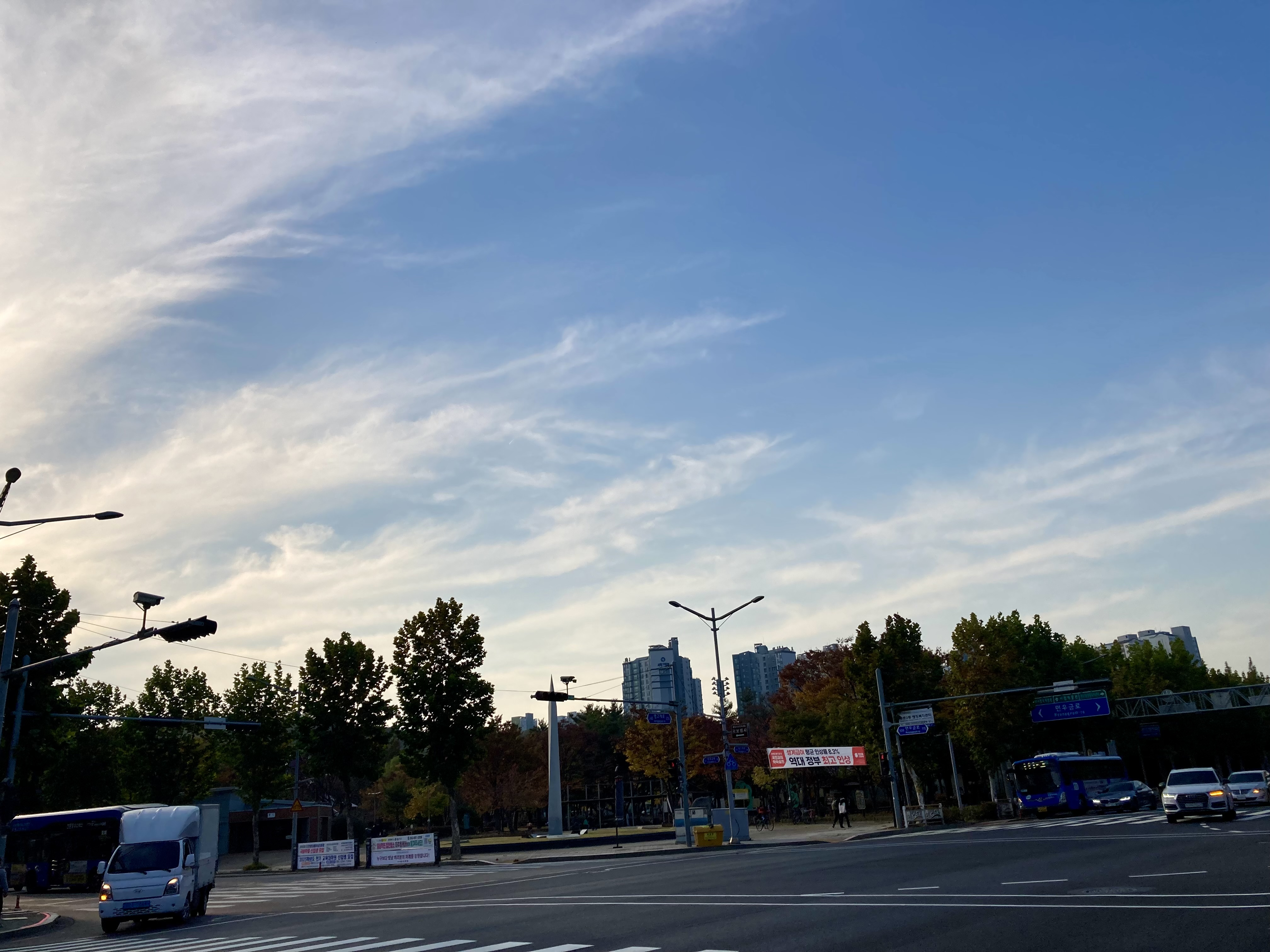
동춘1동 동춘사거리풍경
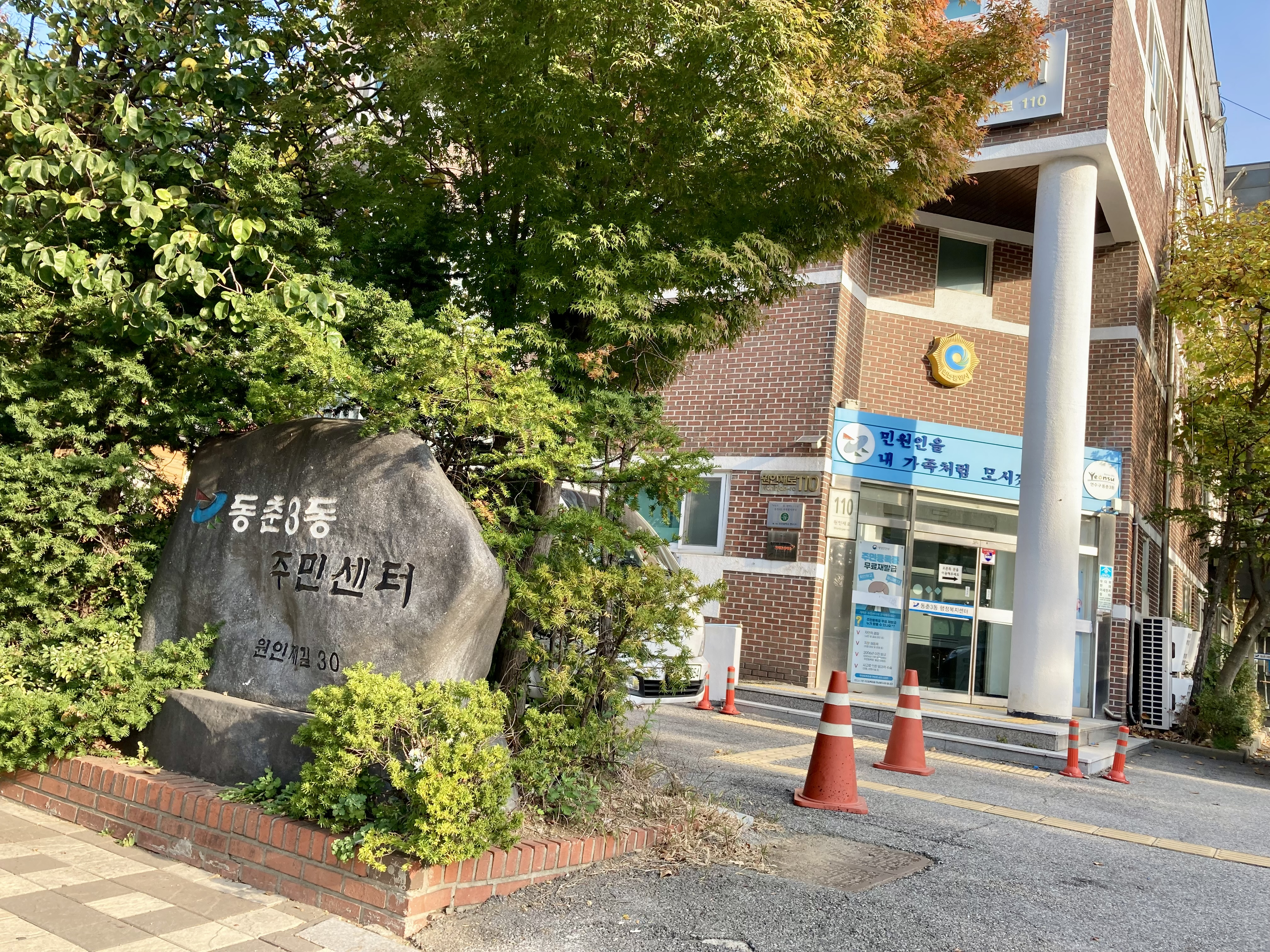
동춘 3동 과거 주민센터 표지석
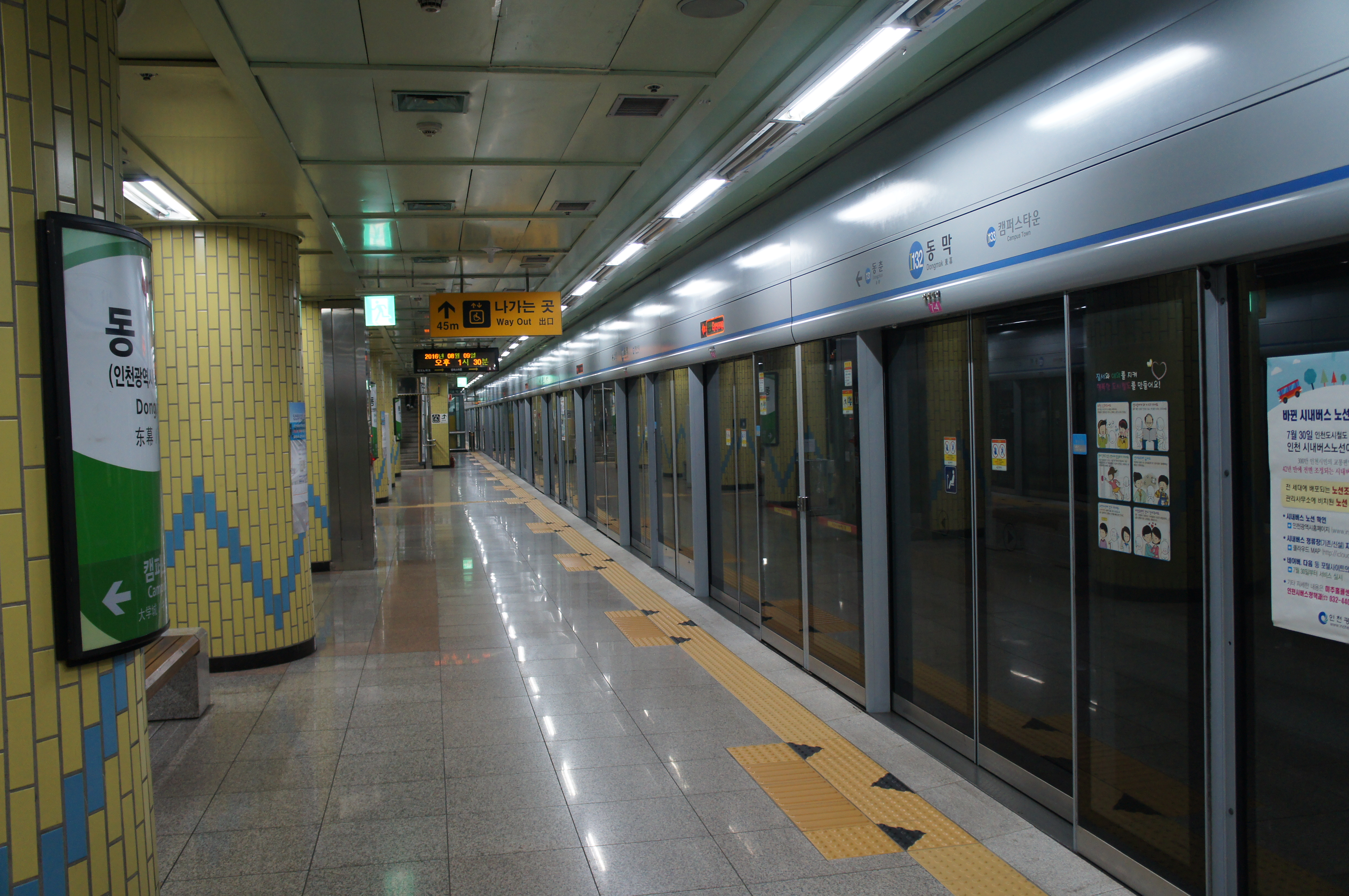
동막역
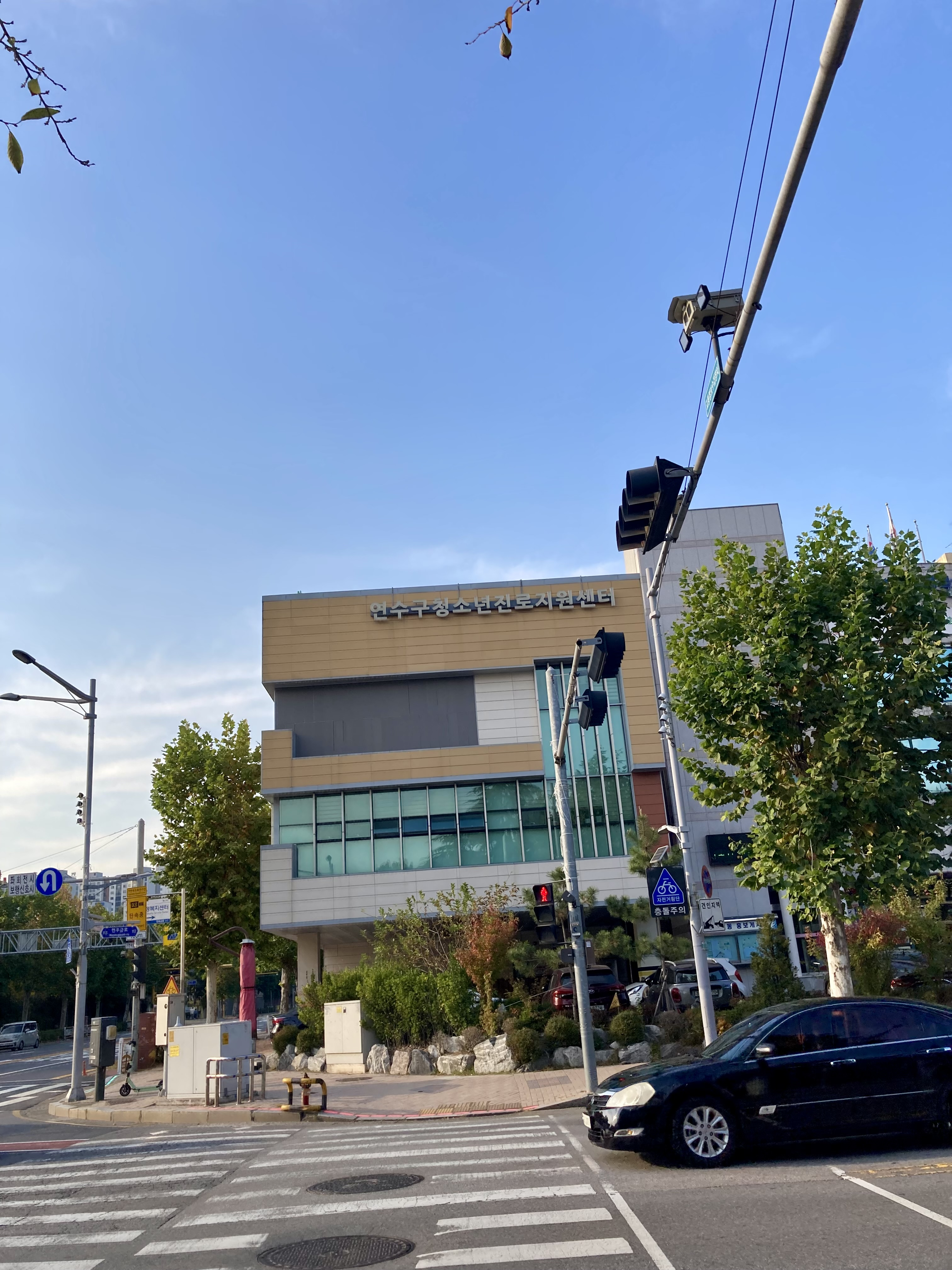
연수구청소년진로지원센터

## 사건
- 동춘동 초등학생 살인사건